# Frauen-Volleyballnationalmannschaft der DDR
Die Frauen-Volleyballnationalmannschaft der DDR war eine Auswahl der besten ostdeutschen Spielerinnen, die die Deutsche Demokratische Republik bei internationalen Turnieren und Länderspielen repräsentierte. Sie existierte während der deutschen Teilung parallel zur Mannschaft der Bundesrepublik. Ihre größten Erfolge waren die Silbermedaille bei den Olympischen Spielen 1980 und die EM-Titel 1983 und 1987. Nach der Wiedervereinigung setzten einige aktive Spielerinnen der DDR ihre Karriere in der gemeinsamen deutschen Nationalmannschaft fort.

## Geschichte

### Weltmeisterschaften
Die DDR nahm 1956 in Paris erstmals an einer Weltmeisterschaft teil und kam in der Finalgruppe auf den achten Rang. 1962 in Paris verbesserten sich die Ostdeutschen um einen Platz. 1967 mussten sie beim Turnier in Bulgarien als Vorrunden-Dritter in der unteren Finalgruppe spielen und wurden dabei nur Zehnter der Gesamtwertung. Vier Jahre später verlief die WM in Mexiko deutlich erfolgreicher. In den ersten beiden Runden unterlag die DDR in den beiden Runden nur gegen die Sowjetunion und Südkorea und wurde hinter diesen beiden Mannschaften und Weltmeister Japan Vierter. 1978 nahm die DDR zum dritten Mal in Folge an einer WM teil. Nach einer erfolgreichen Vorrunde gelang nur noch ein Sieg gegen Peru, weshalb die Frauen Achter wurden. Bei der WM 1986 erreichten sie das Halbfinale, verpassten aber eine Medaille und wurden zum zweiten Mal Vierter. Kurz vor der Wiedervereinigung spielte die DDR 1990 in China ihre letzte WM. Dabei unterlag sie im Achtelfinale und beendete den letzten Auftritt schließlich auf dem zwölften Platz.

### Europameisterschaften
Von 1958 bis 1989 war die DDR an jeder Europameisterschaft beteiligt. Nach einem achten Platz bei der Premiere kam sie 1963 und 1967 als Vierter schon nahe an die Medaillenränge. Dem sechsten Rang 1971 folgte vier Jahre später bei der EM in Jugoslawien die erste Medaille. Die Ostdeutschen setzten sich in der Vorrunde unter anderem gegen die westdeutsche Auswahl durch und wurden schließlich Dritter. 1977 in Finnland kam es wieder zum deutschen Duell und die DDR unterlag erst im Finale der Sowjetunion. Bei der EM 1979 waren ebenfalls nur die sowjetischen Frauen erfolgreicher. Nach einem vierten Platz 1981 gelang bei EM 1983 im eigenen Land der bisher größte Erfolg. Die Gastgeber kamen ungeschlagen in die Finalrunde, setzten sich dort auch gegen die Bundesrepublik, Titelverteidiger Bulgarien und die Sowjetunion durch und gewannen erstmals den Titel. 1985 setzte sich die UdSSR vor der DDR durch. Zwei Jahre später siegten die ostdeutschen im Endspiel des Turniers in Belgien trotz zweimaligen Satzrückstandes mit 3:2 gegen den Dauerkonkurrenten. 1989 gelang der Sowjetunion bei der EM in der Bundesrepublik wieder die Revanche.

### Olympische Spiele
Die Nationalmannschaft der DDR nahm an drei Olympischen Spielen teil. 1976 in Montreal gewann sie nur eines von fünf Spielen und wurde Sechster. 1980 in Moskau gelang ihr dann der größte olympische Erfolg. Die ostdeutschen Frauen erreichten als Gruppenzweiter das Halbfinale, in dem sie sich in fünf Sätzen gegen Bulgarien durchsetzten. Im Endspiel unterlagen sie – wie bereits in der Vorrunde – gegen die Sowjetunion und beendeten das Turnier mit der Silbermedaille. Beim letzten Auftritt 1988 beendete die DDR die Vorrunde als Gruppenletzter, aber in den Platzierungsspielen wurde sie mit zwei Siegen noch Fünfter.

### World Cup
Die DDR hatte erst kurz vor der Wiedervereinigung ihren einzigen Auftritt beim World Cup. Als Finalist der vorherigen EM war sie für das Turnier 1989 qualifiziert. Dabei belegten sie den sechsten Platz.

### World Grand Prix
Der World Grand Prix entstand erst nach dem Ende der DDR.

## Trainer der A-Nationalmannschaft
| von  | bis  | Name             |
| 1951 | 1953 | Fritz Döring     |
| 1954 | 1966 | Egon Saurer      |
| 1967 | 1970 | Harry Einert     |
| 1971 | 1972 | Wolfgang Kipf    |
| 1973 | 1984 | Dieter Grund     |
| 1984 | 1984 | Gerhard Fidelak  |
| 1985 | 1985 | Wolfgang Küllmer |
| 1985 | 1987 | Siegfried Köhler |
| 1989 | 1989 | Eckehard Bonnke  |
| 1989 | 1990 | Siegfried Köhler |
| 1990 | 1990 | Volker Spiegel   |